# Damiano Tommasi
Damiano Tommasi (Negrar, Vèneto, 17 de maig de 1974) és un futbolista italià, que ocupa la posició de migcampista defensiu.

## Trajectòria
Inicia la seua carrera al Hellas Verona, de la Série B. Debuta a la màxima categoria italiana al setembre de 1996, quan fitxa per l'AS Roma. Al conjunt de la capital hi roman durant deu temporades, essent un dels jugadors més rellevants d'aquesta època i peça clau en l'obtenció de títols domèstics.
L'estiu del 2004, en un amistós contra l'Stoke City, va patir una greu lesió. Retorna als terrenys de joc el 30 d'octubre de 2005, essent titular al llarg d'eixa temporada.
La temporada campanya 06/07 marxa al Llevant UE de la primera divisió espanyola, on roman dues temporades, fins al descens de l'equip valencià. La temporada 08/09 recala al Queens Park Rangers FC, de la segona divisió anglesa.
Al febrer del 2009 s'incorpora al Tianjin Teda xinés. Quan s'acaba la temporada, hi retorna al seu país per militar al modest Sant'Anna d'Alfaedo, de Seconda Categoria (amateur, equivalent a la novena divisió), club en el qual hi militen dos germans seus.

## Selecció
Tommasi ha estat internacional amb la selecció italiana en 25 partits i ha marcat dos gols. Va participar en el Mundial del 2002.
Amb el combinat olímpic hi va estar present als Jocs Olímpics d'Atlanta 1996.

## Títols
- Europeu sub-21: 1996
- Lliga italiana: 00/01
- Supercopa italiana: 2001